# Tännäs landsfiskalsdistrikt
Tännäs landsfiskalsdistrikt var 1918–1951 ett landsfiskalsdistrikt i Jämtlands län, bildat när Sveriges indelning i landsfiskalsdistrikt trädde i kraft den 1 januari 1918, enligt beslut den 7 september 1917. När Sveriges nya indelning i landsfiskalsdistrikt trädde i kraft den 1 januari 1952 (enligt kungörelsen 1 juni 1951) upplöstes distriktet och dess område överfördes till Hede landsfiskalsdistrikt, förutom området för den upplösta Storsjö landskommun som överfördes till Bergs landsfiskalsdistrikt.
Landsfiskalsdistriktet låg under länsstyrelsen i Jämtlands län.

## Ingående områden
Den 1 januari 1928 upphörde de jämtländska lappförsamlingarnas status som fristående från Sveriges kommuner, och Hede lappförsamlings (från 1925 Tännäs lappförsamling) invånare ingick därefter i de kommuner där de var mantalsskrivna.

### Från 1918
- Hede lappförsamling
- Storsjö landskommun
- Tännäs landskommun

### Från 1928
- Storsjö landskommun
- Tännäs landskommun